# Операция «Феникс»

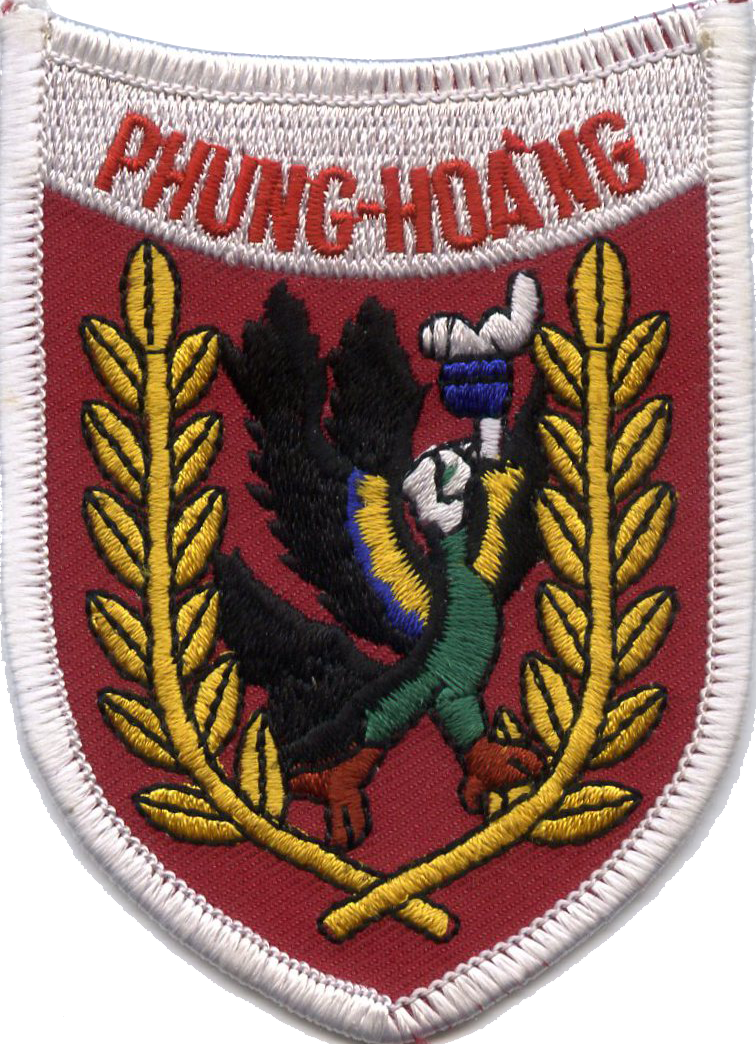
Эмблема операции

Операция «Феникс» — широкомасштабная противопартизанская операция, проводившаяся во время Вьетнамской войны в период с 1967 по 1972 год. Целями программы были выявление и нейтрализация (путём захвата, перевербовки или физического устранения) ключевых фигур инфраструктуры партизанского движения на территории Южного Вьетнама. Программа была направлена на «нейтрализацию» гражданской инфраструктуры, которая помогала Вьетконгу, — посредством убийств, похищений и систематического применения пыток. Программа была разработана ЦРУ и проводилась полицией и спецслужбами Южного Вьетнама.

## Предыстория
В 1967 году на территории Южного Вьетнама насчитывалось от 70 тыс. до 100 тыс. членов НФОЮВ, объединённых в единую иерархическую сеть. Практически в каждой деревне была ячейка компартии, и партизанские отряды могли получать там припасы и информацию. Инфраструктура НФОЮВ оказывала помощь местным жителям в области медицины и образования, вела активную пропагандистскую работу, подкреплённую вооружённой силой. Таким образом, в отличие от официального правительства, весьма слабо контролировавшего обстановку в регионах, НФОЮВ добился значительного влияния на местах, являясь по сути «теневым правительством».

## Программа
Начало программе было положено директивой Командования по оказанию военной помощи Вьетнаму MACV Directive 381-41 от 9 июля 1967 года. Там она была названа ICEX (Intelligence Coordination and Exploitation Program), позже её переименовали в «Феникс», переведя вьетнамское название Phụng Hoàng (фэнхуан — китайский аналог феникса).
Основной задачей программы был сбор информации об инфраструктуре НФОЮВ и выявление связей и ключевых элементов. Информация нужна была для того, чтобы от крупномасштабных военных операций и «зачисток», к которым крайне негативно относилось местное население, перейти к точечным ударам по ключевым фигурам и таким образом разрушить систему.

… для поражения политических лидеров, командиров и активистов Вьетконга использовать тактику «винтовочного выстрела», а не «дробовика».
Оригинальный текст (англ.)…rifle shot rather than a shotgun approach to target key political leaders, command/control elements and activists in the VCI.

В провинции и даже в отдельные районы были направлены специальные советники, в 1970 году их число составляло 704 человека. Кроме того, были организованы центры по сбору информации и координации действий.
Согласно специальному закону, подозреваемый в причастности к партизанам подлежал аресту и суду. Будучи признанным виновным, он мог быть приговорен к 2 годам тюремного заключения с возможностью продления срока до 6 лет. Чтобы избежать оговоров и излишнего усердия руководителей на местах, процедура предусматривала наличие свидетельств причастности к партизанской деятельности из трёх различных источников. Непосредственный арест проводился силами местной вьетнамской полиции, в особых случаях привлекались специальные полицейские подразделения, прошедшие подготовку под руководством работников ЦРУ. При аресте руководствовались правилом, что живой арестованный лучше мёртвого, потому что может стать источником информации для другого ареста.

## Итоги операции
За период с 1968 по 1972 годы в рамках операции было нейтрализовано 81740 активистов НФОЮВ, 26369 из них было убито. Несмотря на то, что удар пришёлся, в основном, на нижний и средний уровни сети, можно говорить об успехе операции и существенном ослаблении влияния НФОЮВ в Южном Вьетнаме. Согласно Стенли Карноу, один из высокопоставленных северовьетнамских военачальников — генерал Чан До — отзывался об операции «Феникс» как о «чрезвычайно разрушительной». Чыонг Нхы Танг, бывший одно время министром юстиции Северного Вьетнама писал в своих мемуарах, что «Феникс» «был угрожающе эффективен».